# Institut Cartogràfic de Catalunya
L'Institut Cartogràfic de Catalunya (ICC) va ser una entitat de la Generalitat de Catalunya que tenia com a finalitat dur a terme les tasques tècniques de desenvolupament de la informació cartogràfica en l'àmbit de les competències de la Generalitat.

## Història

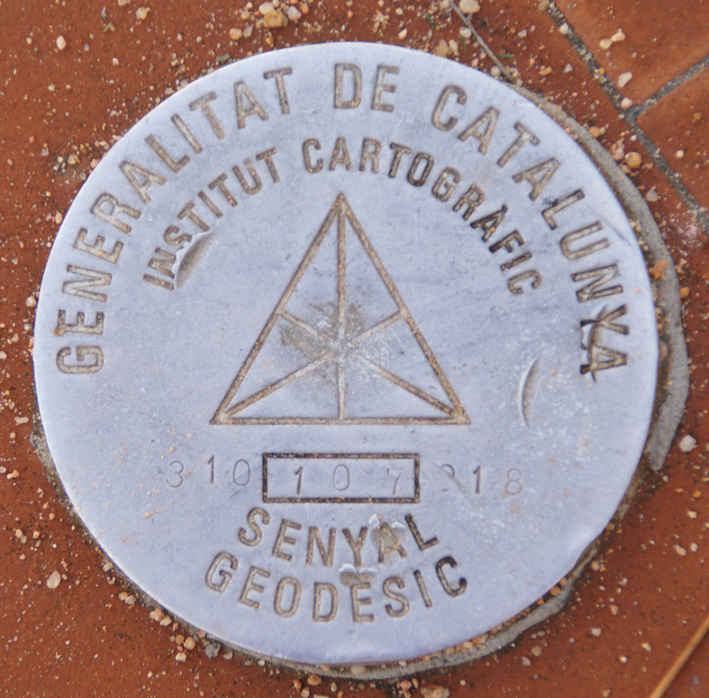
Senyal geodèsic de l'ICC a l'Ermita de Sant Elm a Sant Feliu de Guíxols

L'ICC va ser creat el 1982, i inaugurat l'any 1983, reprenent la tasca iniciada pels serveis geogràfics de la Mancomunitat de Catalunya i de la Generalitat de Catalunya durant la dècada de 1930, substituint així el Servei Cartogràfic creat el 1978. Des del 1985, a la seu de l'ICC es va allotjar a la Cartoteca de Catalunya que disposa d'un extens fons cartogràfic des del segle xv fins a l'actualitat.
L'any 2005 va rebre el premi que atorga l'Associació Cartogràfica Internacional (ICA/ACI) pel mapa del relleu submarí de Catalunya. El mapa va ser dut a terme amb la del Grup de Recerca Consolidat de Geociències Marines de la Universitat de Barcelona, i va comptar amb la informació aportada per diverses confraries de pescadors, així com de publicacions científiques.
Jaume Miranda i Canals va ser el director general de l'ICC del 1982 fins al 2014, quan l'1 de febrer d'aquell mateix any es creà l'Institut Cartogràfic i Geològic de Catalunya (ICGC). Miranda, referent en la creació de la política d'informació geogràfica de Catalunya, va participar molt activament en la concepció, creació i posada en marxa de l'ICC.

## Aplicacions
Instamaps és una plataforma web oberta per a la creació, disseminació i compartició de mapes a Internet. Permet a l'usuari no expert la creació de la seva pròpia geoinformació, bé dibuixant-la, bé carregant els seus arxius de dades. Aquesta eina facilita l'accés a geoinformació de diferents fonts de dades com el portal de dades obertes de la Generalitat de Catalunya o d'altres organismes. També permet consumir dades directament de les xarxes socials, a serveis WMS i accedir a fitxers remots de dades.
Al lloc web de l'ICC hi ha el Visor Imatges del Servidor d'Imatges Ràster (VISSIR), una aplicació basada en codi obert que permet la visualització i descàrrega de la cartografia produïda a l'ICC.

## Publicacions destacades
- Atles Nacional de Catalunya Arxivat 2012-11-17 a Wayback Machine.
- Revista Catalana de Geografia, revista digital de geografia, cartografia i ciències de la Terra
- Atles d'història urbana de Girona, segles VI aC-XVI (2010)[12]
- Joaquim Calafí i Rius & Esther Muns i Cabot (editors), 30 anys Institut Cartogràfic de Catalunya: L'ambició de la mesura 1982-2012 Arxivat 2015-09-24 a Wayback Machine., Barcelona, ICC, 2013, 385 pàgines